# Vibrionàcies
Vibrionàcies (Vibrionaceae) és una família de proteobacteris que s'inclou en el mateix ordre del vibrionals. Viuen en aigua dolça o salina i diverses espècies són patogèniques, incloent l'espècie tipus Vibrio cholerae, que és l'agent responsable del còlera. A més, la majoria dels bacteris bioluminescents pertanyen a aquesta família i típicament es troben com simbionts d'animals que habiten les profunditats.
La família vibrionàcies són organismes gram-negatius anaerobis facultatius capaços de fermentació. Contenen oxidasa i presenten un o més flagels, que són generalment polars. Inicialment, aquestes característiques definien la família, que era dividida en quatre gèneres. Dos d'ells, Vibrio i Photobacterium, corresponen al grup actual, encara que s'han definit diversos gèneres nous. Estudis genètics mostren que els altres dos gèneres originals, Aeromonas i Plesiomonas pertanyen a famílies separades. La família Vibrionaceae actualment comprèn cinc gèneres validats en publicacions: Moritella, Enterovibrio, Grimontia, Photobacterium i Vibrio.
Els membres d'aquesta família sintetitzen tetrodotoxina, un alcaloide marí i una poderosa neurotoxina (inhibidor del flux de Na +; 1 mg pot matar un adult) que serveix de protecció als tetraodontiformes (de tetra, "quatre" i odonto "dents"), entre ells el verinós peix fugu. Com s'ha esmentat abans, la família vibrionàcies viuen en simbiosi amb molts organismes marins. En el cas del peix fugu i altres organismes marins que allotgen vibrionacis productors de TTX, la simbiosi en una antiga i poderosa protecció contra els depredadors per als seus hostes, que al seu torn proporcionen als bacteris un ambient protegit amb abundants nutrients per al creixement. El TTX i la saxitoxina proporcionen un dels exemples més espectaculars de convergència en l'evolució bioquímica, ja que ambdues toxines, que són extremadament tòxiques fins i tot a nivells baixos, són inhibidores del flux de Na + i tenen pràcticament les mateixes constants d'acoblament amb el flux de Na + en les neurones.